# Metereca papillata
Metereca papillata is een hooiwagen uit de familie Assamiidae.